# Шоу-хор

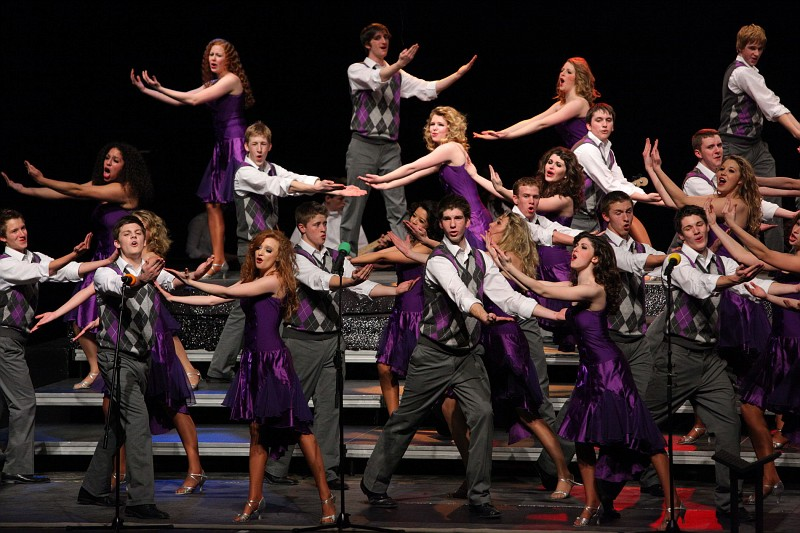
Колектив «Company of Singers» зі штату Мінессота, США

Шоу-хор (англ. Show choir, або естрадний хор) — колектив виконавців, що поєднує у своїх виступах хоровий спів і хореографію, інколи в контексті певного сюжету. 

## Витоки
Естрадні хори беруть свій початок у США в середині 1960-х, хоча точної дати появи першого естрадного колективу історики культури не беруться назвати. Дві групи гастрольних виконавців, зокрема The Young Americans в 1962, а потім Up with People в 1968, подорожували країною протягом 1960-х і 1970-х, представляючи нову концепцію колективу — шоу-хору. За їх прикладами згодом були створені подібні колективи на базі вищих навчальних закладів. Впливовими вважаються також колективи з університетів Індіани та Болл (Ball State University) . Ці колективи вважаються каталізаторами появи естрадних зорів на Середньому Заході США у 1970-ті роки. В цей час обидві групи ведуть активну гастрольну діяльність в США і за межами країни.
Перший фестиваль естрадних хорів на базі навчального закладу був проведений католицькою школою єпископа Луєра (Bishop Luers High School) протягом 1974-го навчального року. Організатори відчули, що подібний фестиваль сприяє популяризації естрадних хорів, адже протягом одного дня велика кількість хорів отримує можливість виступити перед широкою аудиторією. Перемогу на цьому конкурсі здобув гурт "The 26th Street Singers", під орудою Ф. Річі Волтона (F. Ritchie Walton), що представив новий тип представлення пісні і танцю на конкурсі. Замість традиційних музичних виступів свінг-хору, при якій хор займав статичне положення на сцені, що перемежовувались хореографічними постановками, колектив The 26th Street Singers представив серію пісень, виконання яких повністю було поставлене в танці – модерн, теп та інших танцювальних стилях.
Інновації Волтона виявилися настільки вдалими, що його колектив здобув 1974 року нагороду школи Луєра, і був багатьма визнаний як «батько» університетських шоу-хорів, завдяки якому «свінгових хори» почали перетворюватися на «шоу-хори». Наступного року завдяки кількість хорів, що взяли участь у фестивалі школи Луєра подвоїлася, головний приз знову взяв хор Волтона. В 1976 головний приз дістався хору The Ambassadors з вищої школи міста Кармел. У 1979 20 шоу-хорів з Середнього Заходу США змагалися за головний приз, загальна кількість учасників досягла 600 студентів, яких приїхали підтримати близько 1 500 їх рідних.
В 1983 році місцева радіостанція PBS розпочала трансляцію виступів шоу-хорів по всій країні. З цих пір конкурси шоу-хори почали розповсюджуватися по всій країні, зазвичай в період з листопада по квітень.

## Технічні характеристики
Кількість виконавців в шоу-хорі не регламентується і зазвичай коливається між 30 і 60 виконавцями. Виконавці одягають костюми, хоча поняття костюму шоу-хориста є досить відносним – від джинсів з футболкою до екстравагантних історичних костюмів або заманливого танцювального одягу. Він може бути дуже консервативним (смокінги і довгі сукні) або навпаки ексцентричним (наприклад, відкритий одяг). Великі шоу-хори можуть тримати в своєму арсеналі два чи навіть кілька костюмів. Учасники зазвичай використовують грім і легке взуття, зручне для танців. І костюми, і макіяж для всіх учасників готуються однаковими.
Зазвичай хори мають колектив інструменталістів, що використовується для акомпанементу. Інструментовка пісень може бути різною, але зазвичай використовують гітару, бас, ударні, труби, тромбони, саксофони і клавішні. Великі шоу-хори можуть дозволити собі і більший склад виконавців. В ході виступів акомпонуючу групу зазвичай не видно, хоча інколи деякі інструменталісти можуть вийти на сцену і взяти участь в шоу.
Шоу хори використовують також театральний реквізит, також в різних кількостях в залежності від можливостей колективу: деякі використовують реквізити рясно, аби підсилити власне візуальний ефект, інші ж обходяться без реквізиту. Деякі використовують специфічну театральну підсвітку, хоча інші обходяться без неї. Якщо використовується реквізит, то їм опікується спеціальна технічна команда, до якої залучаються студенти. Їх одягають в чорне, аби вони не привертали на себе увагу. Проте, якщо того вимагає режисерський задум, учасник технічної команди може винести реквізит і посеред виконання.
Окрім хореографічних рухів, мова тіла відіграє ключову роль у виступі шоу-хору. Нерідко продюсери шоу-хорів пропонують використовувати міміку — виразна міміка допомагає передати зміст пісні, що виконується. Артисти можуть посміхатися, насуплювати брови, приймати здивований вигляд чи проявляти інші емоції.

## Міжнародна експансія
Ідея естрадних хорових колективів, що суміщають спів із хореографією поширюється світом починаючи з кінця 2000-х років, після того як 2007 року американська компанія NBC вперше провела телеконкурс Битва хорів, розрахованого на колективи саме такого типу. В Україні першим хором подібного типу позиціонує себе колектив Alice White. У 2015 році концертну програму в естрадному жанрі підготував також академічний хор «Хрещатик»